# Saint-Frégant
Saint-Frégant (en bretó Sant-Fregan) és un municipi francès, situat a la regió de Bretanya, al departament de Finisterre. L'any 2006 tenia 546 habitants.

## Demografia
| 1962                                       | 1968 | 1975 | 1982 | 1990 | 1999 |
| ------------------------------------------ | ---- | ---- | ---- | ---- | ---- |
| 757                                        | 678  | 626  | 583  | 578  | 546  |
| Des de 1962: població sense dobles comptes |      |      |      |      |      |

## Administració
| Període | Identitat       | Partit |
| ------- | --------------- | ------ |
| 2008-   | Ghislaine Morry |        |